# Mine d'Iasny
La mine d'Iasny est une mine à ciel ouvert d’amiante située en Russie près de la ville de Iasny. 